# Witold Sieciński
Witold Sieciński (ur. 22 kwietnia 1933 w Ciechanowie, zm. 27 grudnia 2018 w Warszawie) – polski artysta fotograf. Członek rzeczywisty i artysta Fotoklubu Rzeczypospolitej Polskiej (AFRP). Członek Warszawskiego Towarzystwa Fotograficznego.

## Życiorys
Witold Sieciński związany z warszawskim środowiskiem fotograficznym, mieszkał i pracował w Warszawie - fotografią zajmował się od 1960 roku. Miejsce szczególne w jego twórczości zajmowała fotografia architektury (dawnej architektury), fotografia dokumentalna, fotografia krajobrazowa oraz fotografia portretowa. W zdecydowanej większości fotografie Witolda Siecińskiego powstawały w tradycyjnej technice monochromatycznej. W 1963 roku został członkiem rzeczywistym Warszawskiego Towarzystwa Fotograficznego.
Witold Sieciński był autorem i współautorem wielu wystaw fotograficznych; indywidualnych oraz zbiorowych. W 2000 roku został przyjęty w poczet członków rzeczywistych Fotoklubu Rzeczypospolitej Polskiej Stowarzyszenia Twórców. Decyzją Komisji Kwalifikacji Zawodowych Fotoklubu RP, otrzymał dyplom potwierdzający kwalifikacje do wykonywania zawodu artysty fotografa, fotografika (legitymacja nr 124).

## Odznaczenia
- Złoty Medal „Za Zasługi dla Rozwoju Twórczości Fotograficznej”[11]

## Wybrane wystawy indywidualne
- Zamki Jurajskie
- Stara architektura
- Zamki i skały
- Kamienna rapsodia
- Ballada polska
- Dwór polski
- Pod gontem pod strzechą
- Płoty mazowieckie i inne[7]
- Portrety drzew
- Krajobraz i architektura I
- Krajobraz i architektura II
- Mazowiecka kraina Józefa Chełmońskiego
- Dawne Mazowsze[8]
- Krzyże i kapliczki przydrożne Mazowsza[6][9]

Źródło